# Särkijärvi (Gällivare socken, Lappland, 750146-169262)
Särkijärvi är en sjö i Gällivare kommun i Lappland och ingår i Kalixälvens huvudavrinningsområde. Sjön har en area på 0,0661 kvadratkilometer och ligger 512,2 meter över havet. Särkijärvi ligger i Kaitum fjällurskog Natura 2000-område.

## Delavrinningsområde
Särkijärvi ingår i det delavrinningsområde (750063-168961) som SMHI kallar för Vid mätstation Killingi. Medelhöjden är 515 meter över havet och ytan är 30,04 kvadratkilometer. Räknas de 131 avrinningsområdena uppströms in blir den ackumulerade arean 2 344,06 kvadratkilometer. Avrinningsområdets utflöde Kalixälven (Kaitumälven) mynnar i havet. Avrinningsområdet består mestadels av skog (61 procent) och sankmarker (20 procent). Avrinningsområdet har 3,18 kvadratkilometer vattenytor vilket ger det en sjöprocent på 10,6 procent.